# Три мішечки. Від Миколая до Різдва
Три мішечки. Від Миколая до Різдва — благодійний новорічно-різдвяний ярмарок, який відбувається щорічно на Майдані Незалежності. Головна мета заходу — зібрати гроші на лікування онкохворих дітей, популяризувати благочинність у суспільстві.

## Історія ярмарки
Перший Благодійний різдвяний ярмарок «Три мішечки. Від Миколая до Різдва» відбувся на Майдані Незалежності наприкінці 2010 року з благословення Митрополита Київського і всієї України Володимира. Він тривав понад три тижні. Організаційну підтримку надали Київська міська державна адміністрація та Всеукраїнський благодійний фонд «Дорога майбутнього».
У підсумку за три ярмаркові тижні організаторам вдалось зібрати понад 300 тис. грн. Оргкомітет Благодійного ярмарку підготував спеціальні сертифікати, що засвідчували передачу коштів за призначенням. Згодом документи, разом з подарунками, які підготувала дітям УПЦ, розвезли у сім дитячих будинків..
Ініціатори й учасники цією акцією намагаються нагадати, що новорічно-різдвяний період — це час для добрих справ. Вони вказують на Св. Миколая, який є покровителем бідних та знедолених.

## Масштаби ярмарки
На час ярмарки на головній вулиці столиці встановлюються дерев'яні будиночки. У 2011 році було встановлено 20 будиночків. У дерев'яних будиночках можна придбати справжній мед, теплі валянки, екологічно чисті іграшки, різноманітні церковні товари, книжки, теплий зимовий одяг, сучасні вишиванки та багато іншого. 2011 року свою роботу почала «Київська карусель», яка була єдиним подібним атракціоном в Україні. Діти мають можуть заповнити анкету, де міститимуться питання про свято Миколая. Винагорода за правильні відповіді — безкоштовне катання на «Київській каруселі».

## Гасло ярмарки
Купуєте подарунок рідній дитині — згадайте про сироту!

## Програма Ярмарки
У святковій програмі: запалення Головної Благодійної свічки Ярмарку, пошта святого Миколая, фестивалі вертепів та куті, парад янголів, ласощі та різні подарунки. Відвідувачі допомагають сиротам, придбавши іграшку чи зробивши пожертву.
Всі залучені кошти підуть на допомогу семи дитячим будинкам України.